# دوراهان (مقاطعة بروجن)
دوراهان (بالفارسية: دوراهان) هي قرية تقع في إيران في قسم درواهان الريفي. يقدر عدد سكانها بـ 712 نسمة بحسب إحصاء 2016.